# الأكاديمية الدانماركية الملكية للموسيقى
الأكاديمية الدانماركية الملكية للموسيقى، هي أكاديمية تعني بتدريس الموسيقى مقرها كوبنهاغن في الدانمارك أسست عام 1867م على يد نيلز ويلهلم غيد، هي أقدم وأضخم أكاديمية متخصصة بتدريس الموسيقى في الدانمارك تضم ما يقارب ال400 طالب وطالبة.

## وصلات خارجية
- الموقع الرسمي للأكاديمية الدانماركية الملكية للموسيقى